# Alexis Joffroy

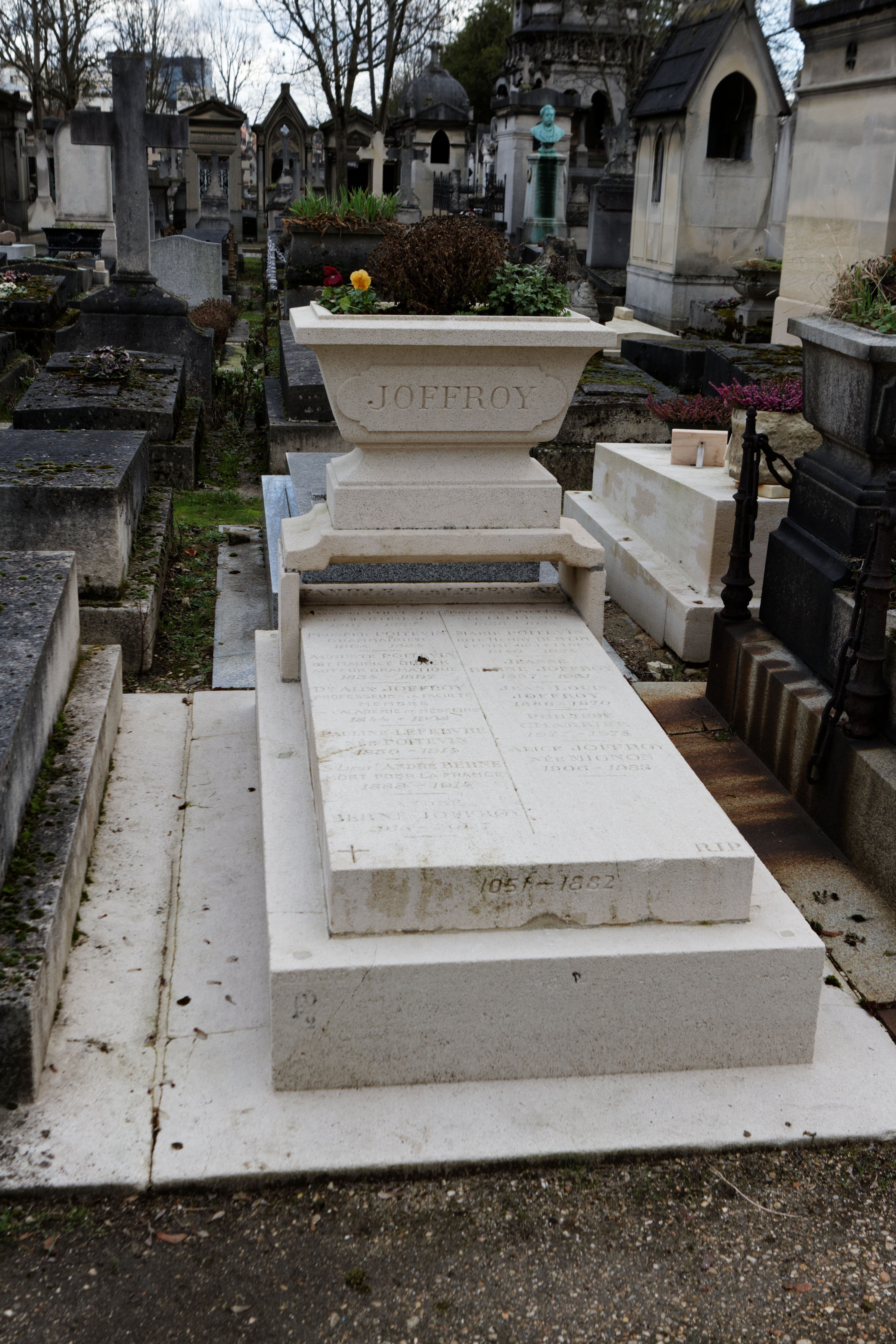
Grobowiec Alexisa Joffroy'a na Cmentarzu Père-Lachaise

Alexis Joffroy (Alix Joffroy, ur. 16 grudnia 1844 w Stainville, zm. 24 listopada 1908 w Paryżu) – francuski lekarz, neurolog i psychiatra.

## Życiorys
Studiował w Paryżu i pod wpływem Jeana-Martina Charcota zdecydował się wówczas poświęcić neurologii. Otrzymał doktorat w Paryżu w 1873, został médecin des hôpitaux w 1879, a w następnym roku przyjęto go jako agrégé. W Salpêtrière zaczął pracować w 1885, a od 1893 do śmierci w 1908 był profesorem psychiatrii klinicznej, wykładającym w Asile St.-Anne. W 1891 odznaczony Legią Honorową.

## Dorobek naukowy
Badał jamistość rdzenia i, wspólnie z Charcotem, opisał w 1869 zanik komórek rogów przednich rdzenia w poliomyelitis. Zajmował się także wpływem alkoholu na porażenie postępujące. Opisał odruch, znany niegdyś jako odruch Joffroya, i szereg objawów również związanych z jego nazwiskiem, z których najbardziej popularny jest objaw oczny.

## Wybrane prace
- De la pachyméningite cervicale hypertrophique. Paryż, 1873
- De la médication par l' alcool. Paryż, 1875
- De l’influence des excitations cutanées sur la circulation et la calorification. Paryż, 1878
- J. M. Charcot, A. Joffroy: Deux cas d’atrophie musculaire progressive avec lésions de la substance grise et des faiseaux antérolatéraux de la moelle épinière. Archives de physiologie normale et pathologique 1869, 2: 354-367
- Des différentes formes de la broncho-pneumonie. Paryż, 1880
- Nature et traitement de goître exophtalmique. Paryż, 1894
- Fugres et vagabondage (z R. Dupouyem). Paryż, 1909
- La paralysie générale (z Mignotem). Paryż, 1909